# František Gacík
František Gacík (13. května 1934 Zákopčie – 18. června 1998) byl slovenský a československý politik Komunistické strany Slovenska, poslanec Slovenské národní rady a Sněmovny národů Federálního shromáždění na počátku normalizace.

## Biografie
V roce 1956 čelil hrozbě vyloučení z vysoké školy (stavební fakulta) pro organizování studentských aktivit. Kvůli vynikajícímu prospěchu nakonec na škole mohl setrvat.
Po federalizaci Československa usedl v lednu 1969 do Sněmovny národů Federálního shromáždění. Nominovala ho Slovenska národní rada, v níž také zasedal. Ve federálním parlamentu setrval do března 1970, kdy ztratil poslanecký post v důsledku ztráty mandátu poslance SNR.
Během pražského jara se angažoval v reformním proudu v KSČ. Pak byl vyloučen z KSČ a přes dvacet let prožil v ústraní. Od roku 1979 ho jako zájmovou osobu vedla Státní bezpečnost. Po sametové revoluci se stal ředitelem stavebního podniku v Košicích. V září 1990 byla kvůli němu vznesena interpelace v SNR, v níž autor interpelace požadoval jeho odvolání z funkce „za nezvládnutie personálnej a hospodárskej situácie v podniku, ktorá veľmi nepriaznivo ovplyvňuje politickú a spoločenskú situáciu na území mesta.“